# رومانکائوتسی
رومانکائوتسی (به لاتین: Romankautsy) یک منطقهٔ مسکونی در روسیه است که در استان آمور واقع شده‌است.